# Гринько Анатолій Миколайович
Анатолій Миколайович Гринько (нар. 2 червня 1945 — пом. 2004, Дніпропетровськ, Україна) — радянський футболіст, нападник та півзахисник.

## Життєпис
Анатолій Гринько народився 2 червня 1945 року. Футбольну кар'єру розпочав у 1963 році в дніпродзержинському «Прометеї», який на той час виступав у другій союзній лізі. В своєму дебютному сезоні зіграв 3 матчі. Протягом двох років, проведених у «Прометеї», у другій лізі чемпіонату СРСР зіграв 34 матчі та відзначився 4-ма голами, ще 1 поєдинок провів у кубку СРСР.
У 1965 році перейшов до першолігового дніпропетровського «Дніпра», кольори якого захищав до 1966 року. За цей час у першій лізі чемпіонату СРСР зіграв 24 матчі та відзначився 1 голом (та 9-ма голами в першості дублерів), ще 2 поєдинки провів у кубку СРСР.
У 1967 році був запрошений до київського «Динамо», але через надзвичайно високу конкуренцію в складі киян у футболці першої команди так і не зіграв жодного офіційного поєдинку. Натомість виступав у першості дублерів, в якій провів за «Динамо» 7 матчів та відзначився 5-ма голами.
Того ж 1967 року повернувся до складу дніпропетровського «Дніпра». У 1971 році допоміг дніпровцям вийти до вищої ліги чемпіонату СРСР. У цьому турнірі дебютував 4 квітня 1972 року в переможному (2:1) домашньому поєдинку 1-го туру проти московського ЦСКА. Анатолій вийшов у стартовому складі та відіграв увесь матч. Після свого повернення в футболці «Дніпра» в чемпіонатах СРСР зіграв 229 матчів та відзначився 46-ма голами (та 9-ма в першості дублерів), ще 20 матчів (3 голи) провів у кубку СРСР. Був капітаном дніпропетровської команди. Завершив кар'єру футболіста в 1974 році в футболці «Дніпра».